# Lime Cay
 (mai 2012).
Si vous disposez d'ouvrages ou d'articles de référence ou si vous connaissez des sites web de qualité traitant du thème abordé ici, merci de compléter l'article en donnant les références utiles à sa vérifiabilité et en les liant à la section « Notes et références ».
Lime Cay est l'îlet principal d'un groupe de petites îles de sable blanc formées à la surface du récif de corail au sud de Port Royal en Jamaïque. Cet îlet se situe au nord-est du groupe d'îlots, il mesure 380 mètres de long et 80 mètres de large pour un total de 2 hectares en superficie. La moitié de l'îlot est boisée, le reste sablé. Il n'y a aucune infrastructure principale hormis deux cabanes en bois où il est possible d'acheter nourriture et boisson. 
Situé à 15 minutes de bateau depuis Port Royal, cet îlot possède une petite plage qui en fait un lieu très populaire puisqu'il constitue la plage principale de la capitale jamaïquaine. Très fréquenté les week-ends par les nombreux yachts de la population aisée de Kingston, Lime Cay est un endroit où se déroulent régulièrement des manifestations musicales.
Pour rejoindre Lime Cay, on peut se présenter à l'hôtel Morgan's Habour, situé à l'entrée de Port Royal, qui propose le trajet aller-retour en bateau au prix d'environ 500 dollar jamaïcain.